# What Happens in Vegas...
What Happens in Vegas... is een Amerikaanse film uit 2008 onder regie van Tom Vaughan. De productie werd genomineerd voor Golden Raspberry Awards voor slechtste acteur (Ashton Kutcher) en slechtste koppel (Kutcher en Cameron Diaz).

## Verhaal
De losbollige Jack Fuller (Ashton Kutcher) werkt bij zijn vader Jack Sr. (Treat Williams) als timmerman, maar wordt ontslagen omdat hij zijn werk niet serieus doet. Tegelijkertijd wordt de ambitieuze beurshandelaar Joy McNally (Cameron Diaz) gedumpt door haar verloofde Mason (Jason Sudeikis). Beiden gaan ze daarop naar Las Vegas om de zinnen te verzetten, hij met vriend Hater (Rob Corddry) en zij met vriendin Tipper (Lake Bell). Ze ontmoeten elkaar en na een avond drank en plezier blijken Fuller en McNally bij het ontwaken de volgende morgen met elkaar te zijn getrouwd.
Ze worden het die ochtend snel eens dat ze hun huwelijk gaan laten ontbinden, maar dat is zo'n beetje het laatste waar ze het over eens worden. Na een verbale matpartij willen ze ieder hun eigen weg gaan, maar op dat moment gooit hij een van haar kwartjes in een gokautomaat en wint daarmee 3 miljoen dollar. Ze eisen allebei het geld op, maar komen er niet uit. De rechter beslist dat ze zes maanden lang moeten proberen wat van hun huwelijk te maken voor hij een echtscheiding toe wil kennen. Wanneer ze dit serieus proberen, krijgt ieder daarna de helft van het geld. Elke week moeten Fuller en McNally verplicht naar therapeute, Dr. Twitchell (Queen Latifah). Als ze zich niet serieus aan de uitspraak houden, zal de rechter zo'n hoeveelheid procedures op ze los laten dat aan het eind daarvan het geld op is.
Aanvankelijk zijn Fuller en McNally al vijandig tegen elkaar. Dit wordt alleen maar erger wanneer ze ontdekken dat ze ook in hun opdracht kunnen slagen door de ander daarvoor te laten zakken. Met allerlei valstrikken proberen ze de ander iets te laten doen waarmee hij of zij de regels van het huwelijk schendt. Lukt dit, dan hoeft het geld niet gedeeld te worden, maar krijgt de ander het volledige bedrag. Gaandeweg leren ze elkaar alleen wel beter kennen en zien ze onder meer in door wie de ander zich in zijn leven laat afremmen. Verschillende keren helpen ze elkaar in dergelijke gevallen een drempel over te komen. Zo blijkt Fuller erg gevoelig voor de waardering van zijn vader en komt zij erachter dat ze niet constant hoeft te proberen 'goed genoeg' voor haar collega's te zijn. Door hun omgang wordt hij ook wat besluitvaardiger en zij wat losser in de omgang.
Als de zes maanden voorbij zijn, is de hoorzitting. McNally komt er kort daarvoor achter dat Fuller haar verlovingsring terug is gaan brengen naar Mason. Ze is zwaar teleurgesteld, laat de scheiding definitief doorgaan én doet afstand van al het geld dat ze eigenlijk zouden delen om hem compleet uit haar leven te bannen. Fuller krijgt vlak daarna zijn baan bij zijn vader terug, maar mist McNally. Hij zoekt haar op haar favoriete plek op, bij een vuurtoren. Zij miste hem ook, waarop ze besluiten opnieuw te trouwen. Zij is inmiddels haar baan kwijt, maar Fuller wijst haar er fijntjes op dat geld geen probleem zal zijn gezien de drie miljoen die hij geïncasseerd heeft.

## Rolverdeling
| Acteur            | Personage     |
| ----------------- | ------------- |
| Cameron Diaz      | Joy McNally   |
| Ashton Kutcher    | Jack Fuller   |
| Rob Corddry       | Hater         |
| Lake Bell         | Tipper        |
| Jason Sudeikis    | Mason         |
| Treat Williams    | Jack Senior   |
| Deirdre O'Connell | Mrs. Fuller   |
| Michelle Krusiec  | Chong         |
| Dennis Farina     | Banger        |
| Queen Latifah     | Dr. Twitchell |
| Zach Galifianakis | Dave the Bear |
| Krysten Ritter    | Kelly         |